# Magyar Testnevelési és Sporttudományi Egyetem

Az egykori Magyar Királyi Testnevelési Főiskola a magyar sportképzés központi intézménye a megalakulása óta. Sportági oktatói a magyar szakemberek legnagyobb neveit soroltatják fel, akik leggyakrabban a nemzetközi sportélet alakítói is saját területükön. Az egyetem könyvtára és levéltára a hazai egyetlen testnevelési és sporttudományi szakkönyvtáraként feladatának tekinti a magyar testnevelés és sport szakembereinek, szervezeteinek, testületeinek és intézményeinek szakirodalmi információkkal való támogatását, valamint a hazai sporttudomány, testnevelés és sportfelsőoktatás dokumentumainak gyűjtését és megőrzését, így nyújtva biztos alapot az egyetem folyó kutatásoknak. Bár az egyetem neve többször változott, továbbra is a TF rövidítés határozza meg az egyetemet.

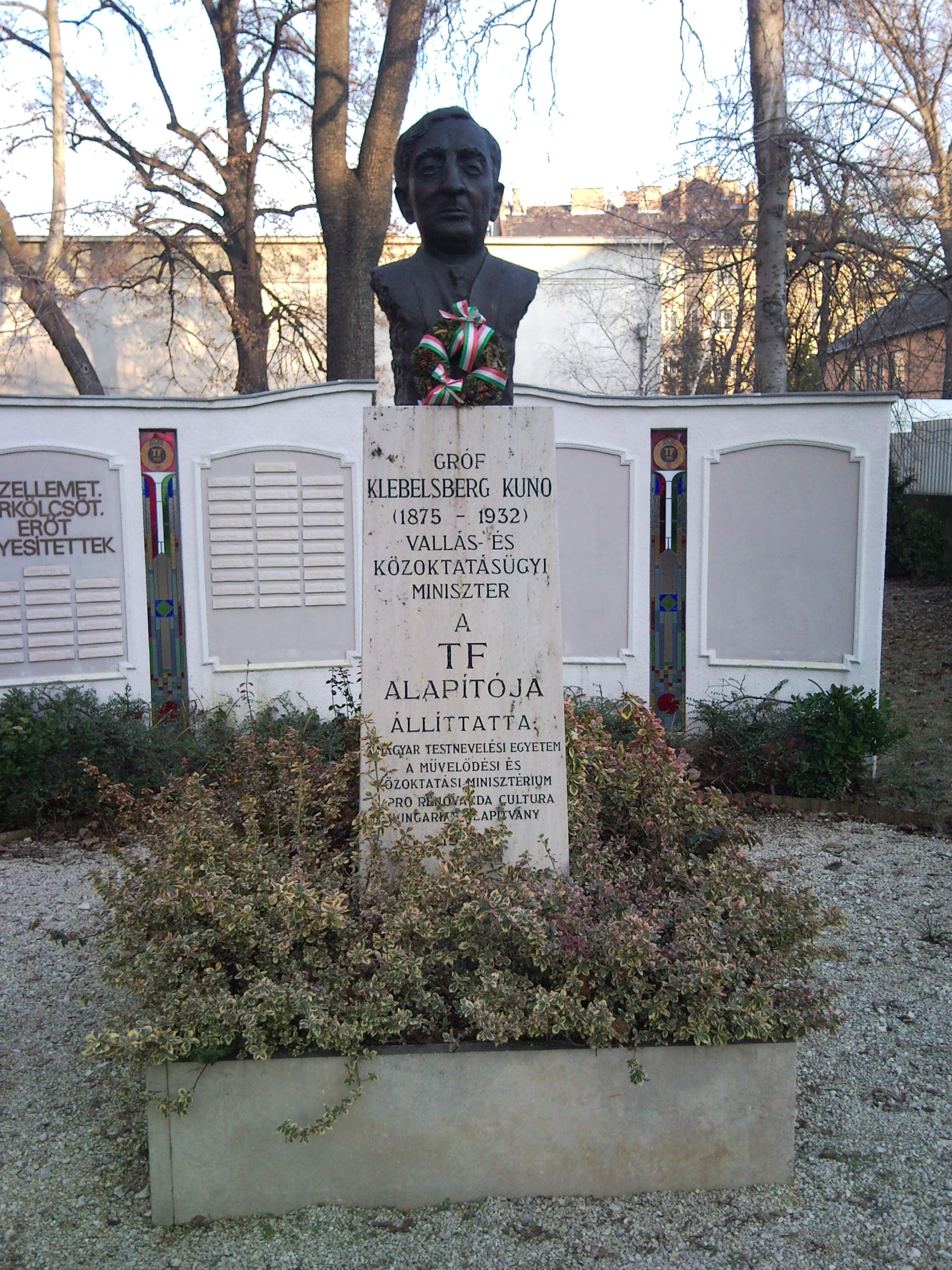
Az alapító szobra

## Az intézmény célja[1]
Az intézmény kezdeti fő célja a testnevelőtanár képzés volt, ami későbbiekben edzőképzéssel bővült. Később a testnevelés és a sport világa erőteljes fejlődésének következtében új tanszékek alakultak, új tantárgyak kerültek be a képzési programba, és egyre nagyobb hangsúly helyeződött a tudományos kutatómunkára.

### Az egyetem állami feladatként ellátott alaptevékenysége
- a sporttudománynak mint interdiszciplináris tudományterületnek és a humánkineziológiának a művelése, valamint az egészségtudománynak, elsősorban a prevenciónak a fejlesztése;
- testnevelési és sportszakemberek alap- és továbbképzése (idegen nyelven is);
  - az alap-, közép- és felsőfokú oktatás teljes vertikumában,
  - a sportmozgalom különböző területeire, a szabadidő, az iskolai és a versenysport, valamint
  - a népegészségügy számára;
- az egyetem képesítési követelményeiben meghatározott feladatok;
  - az alapfokú képzésben: sportoktatók képzése;
  - a középfokú képzésben: sportedzők, sportszervezők-sportmenedzserek és rekreációs szakemberek képzése;
  - a főiskolai szintű képzésben: szakedzők, sportmenedzserek, táncpedagógusok és rekreációirányítók képzése;
  - az alapképzésben (BSc-n): sportszervezők, testnevelő-edzők, humánkinezológusok és rekreációs szakemberek képzése;
  - az egyetemi szintű képzésben: testnevelő tanárok, humánkineziológusok, gyógytestnevelő tanárok és egészségtantanárok képzése;
  - a mesterképzésben (MSc-n és MA-n): testnevelő tanárok, gyógytestnevelő tanárok, egészségfejlesztő tanárok, humánkineziológusok, szakedzők, sportmenedzserek és rekreációs szakemberek képzése;
  - a felsőfokú szakirányú továbbképzési szakon: sportpszichológusok, lovaskultúra oktatók és preventív mozgásterapeuták képzése;
  - a posztgraduális szintű képzésben: doktoranduszok képzése;
- működési támogatásból fedezett, a megalapított szakok diszciplináihoz kapcsolódó tudományos kutatás, fejlesztés és tudományszervező tevékenység.

### Az egyetem feladatai
A megalapított akkreditált iskolai rendszerű felsőfokú szakképzés, főiskolai és egyetemi szintű alap- és mesterképzés, főiskolai és egyetemi szintű szakirányú továbbképzés, doktori (PhD) képzés.

## Az egyetem elhelyezkedése
Az egyetem campusa Budapesten, a 12. kerületben Budán található, mely magába foglalja az Alkotás utca 42-48-ig terjedő központi részét, és a Csörsz utcában található Dr. Koltai Jenő Sportközpont is.
A vízi táborok elengedhetetlen színhelyeként kellemes helyen, a Duna partján található az egyetem római-parti vízitelepe.
Továbbá a Velencei-tónál található az egyetem sporthotele, a Sport Hotel Velence, mely többek között táborok és edzőtáborok helyszínéül szolgál.

## Intézetek és tanszékek

### Gazdaság és Társadalomtudományi Intézet
- Pszichológia és Sportpszichológia Tanszék
- Sportgazdasági és Döntéstudományi Kutatóközpont
- Sportjogi Tanszék
- Sportmenedzsment Tanszék
- Társadalomtudományi Tanszék

### Sportági Intézet
- Atlétika Tanszék
- Edzéselméleti és Módszertani Kutató Központ
- Küzdősportok Tanszék
- Lovassportok Csoport
- Rekreáció Tanszék
- Sportjáték Tanszék
- Technikai Sportok Csoport
- Torna, RG, Tánc és Aerobik Tanszék
- Úszás és Vízi Sportok Tanszék

### Sport- és Egészségtudományi Intézet
- Egészségtudományi és Sportorvosi Tanszék
- Kineziológia Tanszék
- Molekuláris Edzésélettani Kutató Központ
- Sport-táplálkozástudományi Központ
- Sportélettani Kutató Központ

### Tanárképző Intézet
- Pedagógia Tanszék
- Testnevelés-elméleti és Oktatásmódszertani Tanszék

## Kapcsolódó egységek
- Az intézménnyel egy időben alakult meg a Testnevelési Főiskola Sport Club (TFSC). A második világháborút követően, 1946 februárjában nyitotta meg újra kapuit a főiskola, az újjáalakuló sportklub a Testnevelési Főiskola Sportegyesülete (TFSE) néven kezdte meg működését.[1] Jelenleg több mint 20 szakosztállyal Magyar Testnevelési Egyetem Sportegyesülete (TFSE) néven érik el eredményeiket a sportolók.
- 1959-ben létesült a Testnevelési Tudományos Kutató Intézet, amely 1969-től a Testnevelési Főiskola Kutatóintézeteként (TFKI) folytatta működését.[1] Jelenleg széleskörű laboratóriumi szolgáltatások és különböző kutató központok (Sport-táplálkozástudományi Központ Archiválva 2022. október 14-i dátummal a Wayback Machine-ben, Sportgazdasági és Döntéstudományi Kutató Központ Archiválva 2022. október 14-i dátummal a Wayback Machine-ben, Molekuláris Edzésélettani Kutató Központ) érhetők el a hallgatók, illetve az oktatók számára a Tudományos Iroda közreműködésével.
- 1975-ben megalakult a Testnevelési Főiskola Továbbképző Intézete (TFTI),[1] későbbi nevein TF Továbbképző Központja (TFTK), TF Továbbképző Intézete (TFTI). A felnőttképzés országos átalakítása után Sportvizsgaközpont néven teljesen megújult rendszerrel várja az érdeklődőket.
- Az egyetemen működik a Sporttudományok Doktori Iskola, vezetője Prof. Dr. Radák Zsolt egyetemi tanár, az MTA doktora.[2]
- A Diana utca 35-37 alatt található az egyetem gyakorló iskolája, a Testnevelési Egyetem Gyakorló Sportiskolai Általános Iskola és Gimnázium.

## Képzések

### Alapképzések
- edző
- rekreáció és életmód
- sportszervező

### Mesterképzések
- humánkineziológia
- rekreáció
- sportmenedzser
- szakedző
- tanári (gyógytestnevelő tanár)
- tanári (testnevelő tanár)

### Osztatlan képzés
- tanár (középiskolai testnevelő, gyógytestnevelő)

### Szakirányú továbbképzések
- Gyógytestnevelő mentortanár pedagógus
- Inkluzív sportoktató
- Lovaskultúra oktató
- Nemzetközi Sportkapcsolatok – Sportdiplomácia
- Rendezvényszervezés – sportbiztonság
- Sport-specifikus dietetika
- Sportlétesítmény-üzemeltető
- Sportmédia
- Sportpszichológiai szakpszichológia
- Sportteljesítmény-elemző
- Testnevelő mentortanár pedagógus

### Továbbképzések
- Vándortábor-vezető pedagógus (gyalogos/vízi)
- Babaúszás oktató

### A Sportvizsgaközpont középfokú szakképzései

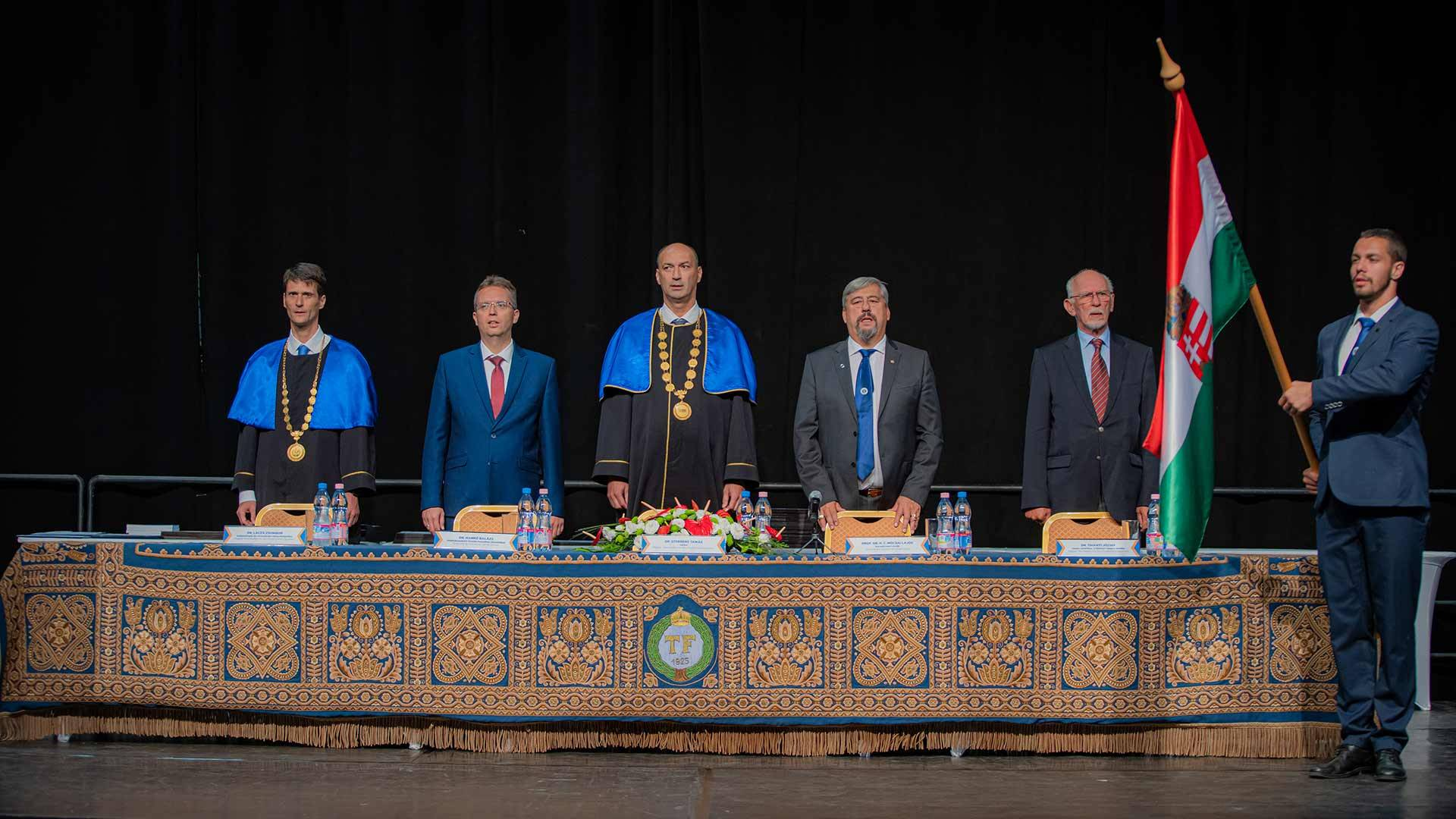
Szenátusi ülés és diplomaosztó, 2022

- Sportedző (sportágak szerint)
- Sportoktató (sportágak szerint)
- Sportszervező munkatárs
- Személyi edző

## Az intézmény vezetői
- 1925–1928 – Dr. Gyulai Ágost (igazgató)
- 1928–1941 – Dr. Szukováthy Imre (igazgató)
- 1941–1944 – Dr. Misángyi Ottó (igazgató)
- 1945–1947 – Dollai Dobler Antal (igazgató)
- 1947–1951 – Dr. Hepp Ferenc (igazgató)
- 1951–1965 – Antal József (igazgató)
- 1965–1967 – Kerezsi Endre (igazgató)
- 1967–1973 – Dr. Terényi Imre (főigazgató)
- 1973–1978 – Dr. Koltai Jenő (rektor, 1975-től főigazgató)
- 1978–1984 – Zalka András (rektor)
- 1984–1994 – Dr. Istvánfi Csaba (rektor)
- 1994–2001 – Dr. Tihanyi József (rektor, 2000-től dékán)
- 2001–2007 – Dr. Nyerges Mihály (dékán)
- 2007–2011 – Dr. Tihanyi József (dékán)
- 2011–2012 – Prof. Dr. Tóth Miklós (dékán)
- 2012–2014 – Prof. Dr. Radák Zsolt (dékán)
- 2014–2021 – Prof. Dr. h. c. Mocsai Lajos (rektor)
- 2021–      – Prof Dr. habil Sterbenz Tamás (rektor)[3][4]

## Díjak, kitüntetések
- Honoris causa doktor
- Pro Universitate-díj
- Pro Facultate-díj
- Kerezsi Endre-díj
- Hepp Ferenc-emlékérem
- TF-MOB edzői nívódíj
- TF aranygyűrű

## A TF története

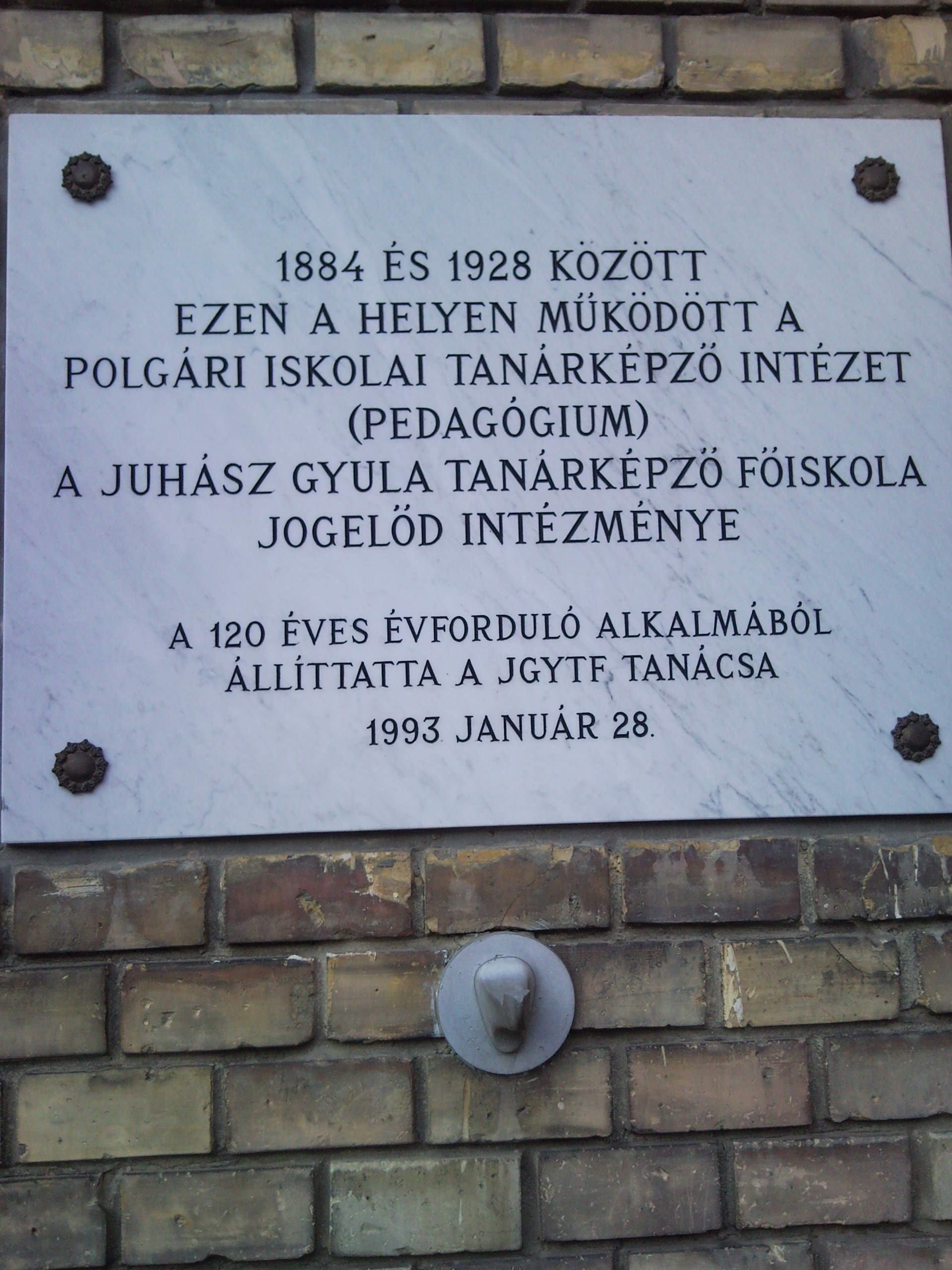
A 120 éves évforduló emléktáblája

Az intézményt Klebelsberg Kuno kultuszminiszter fáradozása nyomán 1925-ben Magyar Királyi Testnevelési Főiskola néven nyitották meg, majd 1945-től Magyar Testnevelési Főiskola néven működött tovább. 1975-ben az ún. tudományegyetemek csoportjába sorolták, így egyetemi rangú intézménnyé vált, 1989-től a Magyar Testnevelési Egyetem elnevezést viselte. 2000 januárjától a Semmelweis Egyetem Testnevelési és Sporttudományi Karaként működött. 2014. szeptember elsejével a Testnevelési és Sporttudományi Kar kivált a Semmelweis Egyetemből és önálló intézményként, Testnevelési Egyetem néven működik tovább.

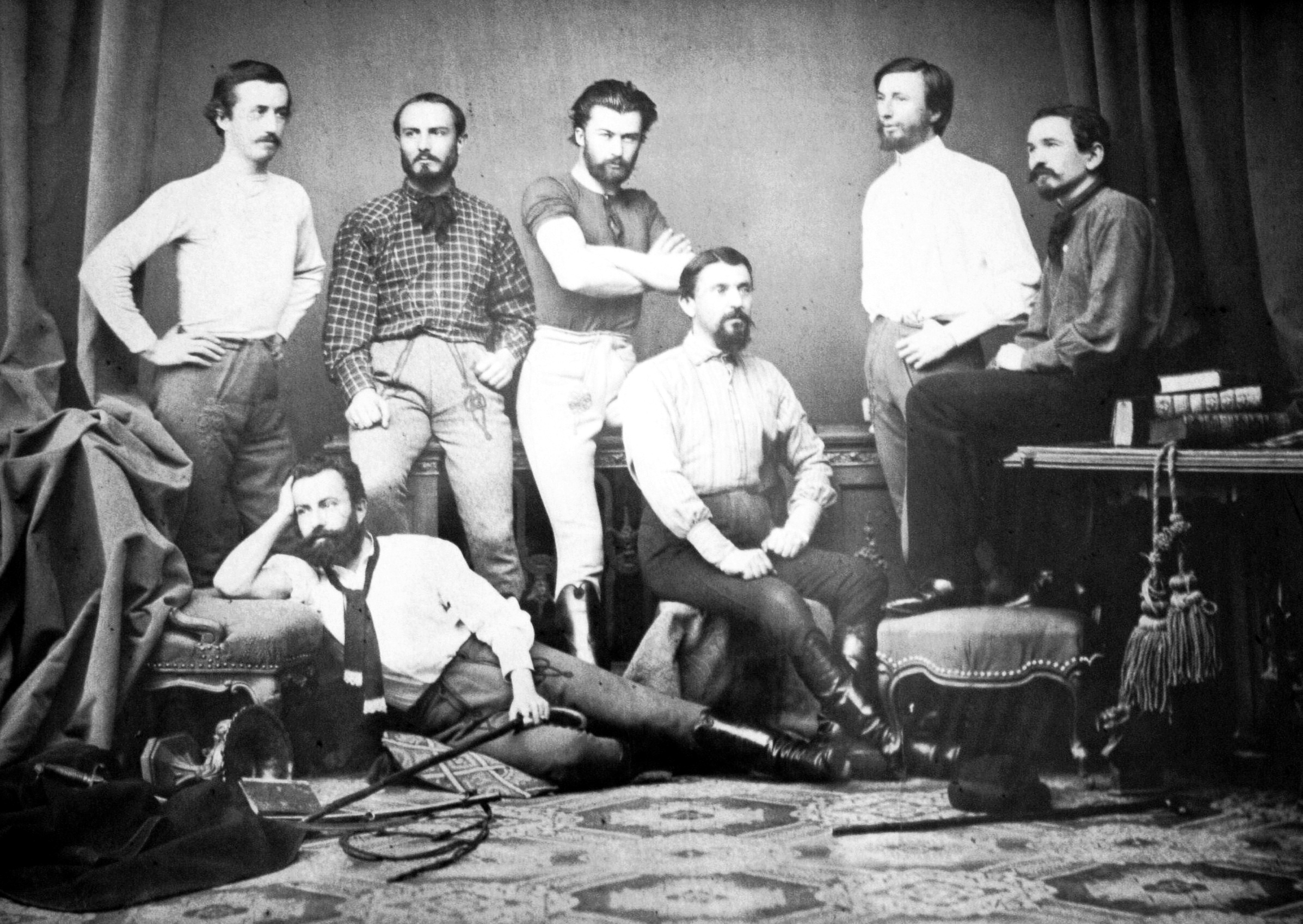
A Nemzeti Torna Egylet alapítói (1866)

Az egyetem 2003-ban a Semmelweis Egyetem égisze alatt elnyerte a Magyar Örökség Díjat.
- 1900-as évek eleje – Felmerült a korábban egyleti keretek között (elsősorban a Nemzeti Torna Egylet szervezésében) folyó tornatanárképzés állami kézbe vételének gondolata.
- 1909 – Az I. Országos Testnevelési Kongresszuson hivatalosan is megfogalmazódott egy tornatanárképző főiskola felállításának szükségessége.
- 1921 – Az úgynevezett testnevelési törvény parlamenti tárgyalása során elfogadott módosító javaslat szerint „a testnevelési tanerők képzésére országos testnevelési főiskolát kell felállítani, melynek fenntartásáról a vallás- és közoktatásügyi miniszter intézkedik”.
- 1925. október – Klebelsberg Kuno kultuszminiszter jóváhagyta az 1921. évi LIII. törvénycikk alapján életre hívott főiskola szervezeti szabályzatát.
- 1925. december – A Magyar Királyi Testnevelési Főiskola önálló intézményként megkezdte első tanévét a budapesti Polgári Iskolai Tanárképző Főiskola épületében, közös igazgatójuk Gyulai Ágost volt. A főiskolán – hároméves tanulmányi időre tervezett szervezeti szabályzata és óraterve alapján – egyszakos testnevelőtanár-képzés indult meg. Ez idő tájt alakult meg a főiskola sportegyesülete (TFSC) és vetették meg a később országos hírűvé fejlődött testnevelési és sportszakkönyvtár alapjait.
- 1928 – Az intézmény élére új igazgató került Szukováthy Imre személyében. Az intézmény vezetése kezdettől fogva nagy figyelmet szentelt a nemzetközi kapcsolatok ápolásának, az első külföldi hallgató 1928-ban iratkozott be, később a világ különböző országaiból számosan követték.
- 1929. szeptember – A Vallás- és Közoktatásügyi Minisztérium rendelete alapján 4 évre emelték a képzési időt.
- 1920-as évek vége – Elkezdődtek a tudományos kutatások: elsősorban a sportorvoslás, majd ezt követően a sporttörténet témakörében.
- 1930 – Megkezdte működését az intézmény sportorvosi rendelőjéből kifejlesztett I. számú Állami Sportorvosi Intézet.
- 1938 – A Testnevelési Főiskolának ítélték a rangos nemzetközi elismerésnek számító Olimpiai Kupát.
- 1941 – A minisztérium Misángyi Ottót bízta meg az igazgatói feladatok ellátásával.
- 1945 – A fővárosban zajló háborús események nagy károkat okoztak a főiskola létesítményeiben. A legnagyobb veszteséget a főépület alagsorában tárolt felbecsülhetetlen értékű szakkönyvállomány és a sportmúzeumi tárgyak elpusztulása jelentette.
- 1946. február – Újra megnyitotta kapuit az intézmény, ahol ezután a középiskolák és a felsőoktatási intézmények számára egyszakos testnevelőtanár-képzés folyt. Újraalakult a főiskola sportegyesülete (TFSE) is.
- 1946. július – Az újonnan kinevezett igazgatót, Dollai Dobler Antalt az év közepén felmentették tisztsége alól, és 1947 decemberéig miniszteri biztos került az intézmény élére.
- 1948 – Egy kormányrendelet a Vallás- és Közoktatásügyi Minisztérium hatásköréből az Országos Sporthivatal felügyelete alá helyezte a TF-et. Elkezdődött a Csörsz utcai sporttelep építése.
- 1950-51 – Ebben a tanévben fejeződött be Hepp Ferenc igazgatósága alatt – az 1945-ös I. Sportkongresszus határozatai alapján – a tanszéki rendszer kialakítása. Megváltozott és kibővült a főiskola feladatköre: a magyar testnevelési és sportmozgalom legmagasabb szintű szakemberképző, illetve módszertani és tudományos intézményévé vált.
- 1951 – Antal Józsefet nevezték ki igazgatónak, aki 1965-ig töltötte be ezt a tisztséget.
- 1950-es évek eleje – Bevezették az esti és a levelező oktatást, s elkészültek az oktatómunka nélkülözhetetlen kellékei, a főiskola első tankönyvei.
- 1953-54 – Felépült a férfikollégium és az étterem, útjára indult az intézmény (azóta több címváltozást megélt) tudományos folyóirata.
- 1960-as évek – Újabb oktatási reformtervek születtek, s egyre inkább előtérbe került a testnevelés és a sport tudományos igényű megközelítése.
- 1965 – Az igazgatói teendők ellátására Kerezsi Endre kapott megbízatást.
- 1966 – Átadták a várva várt uszodát és a játékcsarnokot.
- 1967 – Terényi Imre került a főigazgatói székbe, akinek nagy szerepe lett az intézmény további fejlődésében, szakmai sikereinek megalapozásában.
- 1969 – Az 1959-ben alakult Testnevelési Tudományos Kutatóintézet a főiskola szervezeti egysége lett, megalakult a Szakkönyvtár és Dokumentációs Központ.
- 1970-es évek – Főiskolai szintűvé vált az edzőképzés, és valamennyi szakon (tanári, edző, sportvezető) szervezettebb lett a továbbképzés. Tudományos osztály alakult, évente négy számmal jelentkezett a Tudományos Közlemények című folyóirat, nagy sikere volt a nemzetközi nyári egyetemeknek.
- 1973 – Koltai Jenő lett az intézmény főigazgatója, majd 1975-től az első rektora.
- 1975 – A félévszázados jubileumát ünneplő Testnevelési Főiskola az ott folyó több évtizedes oktató-nevelő és kutatómunka magas színvonalának elismeréseképpen egyetemi rangú főiskolává vált.
- 1978 – Koltai Jenőt Zalka András váltotta fel a rektori tisztségben.
- 1984 – Istvánfi Csaba rektor hivatalba lépésével felerősödtek a képzési rendszer és az intézményi struktúra megújítására irányuló törekvések.
- 1985 – A hazai testnevelési és sportmozgalom szellemi központjaként elismert Testnevelési Főiskola teljes jogú egyetem lett.
- 1986 – Az év végén megszűnt a Kutatóintézet, melynek szakembergárdája a – következő esztendőben átalakított – tanszékeken folytatta munkáját.
- 1987 – Elkészült az egykori 200 méteres atlétikai pálya helyén álló edzőcsarnok és a 430 fő befogadására alkalmas aula épületkomplexuma, az Alkotás utcai fronton emelkedő ötszintes épület munkálatai.
- 1988 – A korábbi laza kapcsolat helyett a Továbbképző Intézet 1988-ban TF Továbbképző Központ néven az egyetem szerves részeként folytatta működését.
- 1989 – Az egyetemmé válás következményeként az intézmény elnevezése hivatalosan is megváltozott. Az Állami Ifjúsági és Sporthivatal megszűnésével egyidejűleg, az év júliusától a Művelődési és Közoktatási Minisztérium felügyelete alá került az egyetem.
- 1990 – A felújították és egy emelettel bővítették a játékcsarnokot.
- 1992 – A Magyar Rektori Konferencia nyílt szavazással erősítette meg az intézmény egyetemi státusát. A Római-parton felújított (1992) vízitelepet adtak át a hallgatóknak és az alkalmazottaknak.
- 1993 – Befejeződött a kollégiumok bővítése, korszerűsítése, és elkezdődött egy modern biomechanikai laboratórium kialakítása. Az 1993/94-es tanévtől megkezdődött az angol nyelvű egyetemi szintű (tanár szakos) képzés.
- 2000 – A TF a Semmelweis Egyetem egyik karaként működik (Semmelweis Testnevelési és Sporttudományi Kar).
- 2007 – Elindul a TF portál, hallgatói honlap (TF HÖK hivatalos online oldala).
- 2008 – Hallgatói önkormányzat elnöksége megalapítja a TF Hallgatókért egyesületet a minél színvonalasabb hallgatói élet és TF Napok szervezése érdekében.
- 2010 – Megalakult a TF Karrier Iroda és Alumni iroda (Bendzsák Balázs HÖK Elnök kezdeményezése alapján).
- 2010 – Megalakult a Kerezsi Endre Szakkollégium, az első Sporttudományi Szakkollégium Magyarországon (2013-tól Klebelsberg Kuno szakkollégium).
- 2012 – Az egyik legnagyobb hagyományokkal rendelkező hallgató rendezvény a TF NAPOK 32 év után befejeződött (1981-2012).
- 2012 – Semmelweis Egyetem szenátusa visszavonta Schmitt Pál köztársasági elnök doktori címét, így lemondott a köztársasági címéről.
- 2014 – szeptember elsejével a Testnevelési és Sporttudományi Kar kivált a Semmelweis Egyetemből és önálló intézményként, Testnevelési Egyetem néven működik tovább.
- 2015 – október 15-én hajnalban leégett az egyetem aulája és sportcsarnoka.[5][6]
- 2015- Elindul a Testnevelési Egyetem területi bővítése és fejlesztése.
- 2018 – szeptember a Testnevelési Egyetem új épületben kezdi meg a 2018/2019-es tanévet.[7]
- 2018 – Új szakok elindítása sportmédia, valamint a nemzetközi sportkapcsolatok-sportdiplomácia szakirányú kurzus.[8]
- 2019 – Elindult a sportspecifikus dietetikusképzés

## Megjelenés

### Konferencia
Az egyetem egyik legnívósabb programsorozata a Sport és Innováció Konferencia, ahol 2 napon keresztül a sporttudomány legújabb kihívásairól hallgathatnak előadásokat az érdeklődők.

### Írott sajtó
Kalokagathia – Az egyetem mára megszűnt, nagy múltú lapja
TF Mag – A Klebelsberg Kuno Szakkollégium volt lapja
Testnevelés, Sport, Tudomány – Az egyetem tudományos folyóirata

## Hallgatói élet
A TF műhely célja az, hogy megtalálja, kiválassza, összefogja és támogassa azon jelenlegi, illetve már végzett tehetséges TF-es hallgatók tevékenységét, akik tanulmányaik mellett és azon kívül különböző művészeti tevékenységben vesznek részt magas színvonalon. A fiataloknak megnyilvánulási, fellépési lehetőséget, maximális erkölcsi és – lehetőségek szerint – anyagi támogatást is kíván nyújtani.
Az Alumni, Karrier és Speciális Hallgatói Szolgáltatások Iroda (AKSI) küldetése, hogy közelebb hozza a nagy tudással, tapasztalattal felvértezett, a tudományos, szakmai és közéleti eredményekkel, elismertséggel rendelkező alumnusokat a jelenlegi egyetemi polgárokhoz. Karriercentrumával, rendezvényeivel és a speciális hallgatói szolgáltatásokkal segítik az egykori és mostani TF-esek közötti tapasztalatcserét, ötletmegvalósítást, a test- és mozgáskultúra értékeinek megjelenítését.
A Kerezsi Endre Kollégiumba minden TF-es hallgató jelentkezhet. A kollégiumi felvétel pontrendszer alapján kialakított rangsor szerint történik. A kollégiumi szobaválasztásnak is a teljesítményrangsor az alapja. Azok választhatnak előbb szobát és szobatársat, akik a rangsorban magasabb helyen vannak, illetve amely együtt lakni szándékozó párnak vagy diákcsoportnak magasabb az együttes pontszáma.
A Klebelsberg Kuno Szakkollégium azzal a céllal jött létre, hogy saját szakmai program kidolgozásával segítse a kiemelkedő képességű hallgatók tehetséggondozását, közéleti szerepvállalását, az értelmiségi feladatokra történő felkészülés tárgyi és személyi feltételeinek megteremtését, a társadalmi problémákra érzékeny, szakmailag igényes értelmiség nevelését. E cél érdekében kurzusokat, előadásokat, konferenciákat, vitákat, tanulmányutakat szervez és biztosítja a széleskörű szakmai ismeretek megszerzésének lehetőségét a hallgatók számára.

## Az egyetem főbb partnerei
Magyar Testnevelő Tanárok Országos Egyesülete (MTTOE)
Magyar Edzők Társasága (MET)
Magyar Egyetemi-Főiskolai Sportszövetség (MEFS)
Magyar Sportújságírók Társasága (MSÚSZ)
Magyar Olimpiai és Sportmúzeum (Wikipedia lap)
Magyar Sporttudományi Társaság (MSTT)
Országos Sportegészségügyi Intézet (Sportkórház – OSEI)
Mozgásgyógyszer

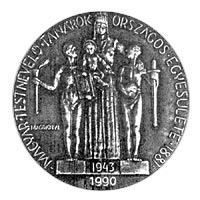
A Magyar Testnevelő Tanárok Országos Egyesületének címere

Gyógytestnevelés a Gyermekekért Országos Egyesület (GYGYOE)
Magyar Sportmenedzsment Társaság (MST)

## Hallgatói eredmények
Az alapítás évétől (2007-ig) a TF-en több mint 80 magyar olimpiai bajnok szerzett diplomát, ez a megújult edzőképzésnek köszönhetően azóta tovább nőtt. Rajtuk kívül világ- és Európa-bajnokok egész sora járt oda vagy koptatja ma is a TF padjait.
A Sporttudományok Doktori Iskolájában a magyar olimpiai bajnokok közül elsőként Kovács Ágnes szerzett doktori címet.